# Titi rezavý
Titi rezavý (Callicebus moloch), známý též pod názvem vdovka ryšavá, je malý primát z čeledi chvostanovitých (Pitheciidae) obývající husté tropické pralesy a houštiny poblíž řeky Amazonky a Orinoka ve střední Brazílii.

## Popis
Je 27–43 cm dlouhý, váží kolem 0,7 až 1 kg a jeho ovíjivý ocas měří 35–55 cm. Stejně jako ostatní titiové má zavalitou postavu a hustou srst, která je na hřbetě většinou skvrnitě hnědá a na břišní straně těla je zbarvena do rezava. Objevují se však i jedinci ze stejně zbarvenou srstí po celém těle. Dále má černou obličejovou masku, zadní končetiny delší než přední a ušní boltce téměř zcela skryté v dlouhé srsti.

## Způsob života
Je aktivní ve dne a žije v menších skupinách tvořených jedním samcem, samicí a jejich mláďaty. Titi rezavý je silně teritoriální a jeden pár si hájí velké území o rozloze 6–12 hektarů. Za potravou, kterou tvoří především ovoce, listy, květy, stonky, drobný hmyz nebo ptačí vejce, se vydává brzy ráno a zbytek dne tráví většinou odpočinkem nebo klidnějším pohybem. Často můžeme vidět pár se vzájemně propletenými ocasy, čímž si upevňují rodinné a vzájemné svazky. Je to velice hlasitý primát, který se dorozumívá pronikavými pokřiky.
Samice rodí většinou jedno mládě po 160 denní březosti, které je odstaveno ve věku 8 měsíců. 

## Ohrožení a ochrana
Stejně jako většina obyvatel tropického pralesa je nejvíce ohrožován ztrátou přirozeného biomu. V Červeném seznamu IUCN je zařazen v kategorii málo dotčených druhů (Least Concern), v CITES v příloze II.